# Кристіан Палац
Кристіан Палац (пол. Krystian Palacz, нар. 19 липня 2003, Познань, Польща) — польський футболіст, фланговий захисник клубу «Мотор» та молодіжної збірної Польщі.

## Ігрова кар'єра

### Клубна
Кристіан Палац народився у місті Познань і займатися футболом почав у школі місцевого клуба «Лех». У 2020 році футболіста почали залучати до ігор дублюючого складу «Леха». Тоді ж футболіст провів три поєдинки у першій команді.
Другу половину сезону Палац провів в оренді у клубі Першої ліги «Сандеція». Перед початком сезону 2023/24 Палац залишив розташування «Леха» і перейшов до іншого клубу Першої ліги «Мотор» з Любліна.

### Збірна
З 2023 року Кристіан Палац є гравцем молодіжної збірної Польщі.